# 中国驻科摩罗大使馆
中华人民共和国驻科摩罗联盟大使馆（阿拉伯语：سفارة جمهورية الصين الشعبية في اتحاد جزر القمر），简称中国驻科摩罗大使馆，是中华人民共和国驻科摩罗的外交代表机构。

## 机构设置
中国驻科摩罗大使馆设置下列机构：
- 经商处
- 办公室